# Uganda hívójelkörzetei
Uganda jelenleg (2024) nincs felosztva hívójelkörzetekre.
A Uganda számára az ITU a 5X hívójelprefixet határozta meg.
Az Egyesült Királyság fennhatósága idején a VQ5 prefixet használták.
| Prefix | Körzet | Hely/jelleg                                                    | ITU zóna | CQ zóna | 1 szintű QTH lokátor |
| ------ | ------ | -------------------------------------------------------------- | -------- | ------- | -------------------- |
| 5X     | [0..9] | Uganda                                                         | 48       | 37      | KJ, KI               |
| VQ     | 5      | Kivezetve, az Egyesült Királyság fennhatósága alatt használták | 48       | 37      | KJ, KI               |

## Lajstromjel
Vízi és légi járművek lajstromjelezéséhez az 5X prefixet használják.